# Landwirtschaftsverlag Münster
Der Landwirtschaftsverlag Münster ist ein international tätiger Medien- und Dienstleistungskonzern mit Sitz in Münster-Hiltrup und Schwerpunkt Agrarpublizistik. Er wurde 1946 gegründet. Der Verlag erzielte im Jahr 2020 einen Umsatz von 115 Millionen Euro und beschäftigt mehr als 900 Mitarbeiterinnen und Mitarbeiter an 12 Standorten im In- und Ausland. Der Konzern gehört mit über 20 Unternehmensbeteiligungen in fünf europäischen Ländern zu den zehn größten Fachverlagen in Deutschland.
Zu den bekanntesten Marken zählen das Wochenblatt für Landwirtschaft und Landleben, top agrar, Landlust, Lebensmittel Praxis und die digitale Gebrauchtmaschinenbörse traktorpool.

## Geschichte

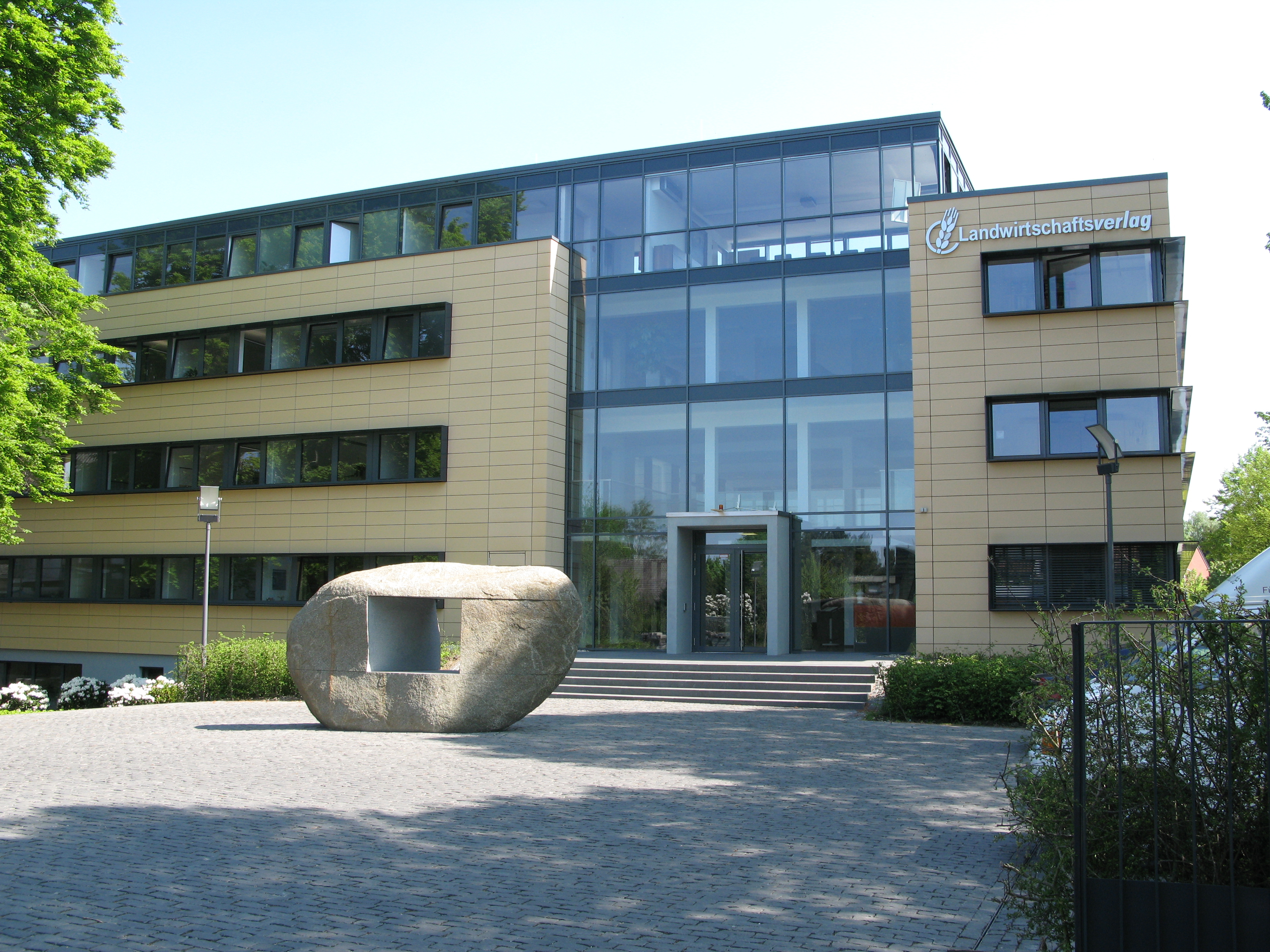
Landwirtschaftsverlag Münster, Neubau an der Hülsebrockstraße in Münster-Hiltrup.

Am 20. April 1946 erschien die erste Ausgabe des Landwirtschaftlichen Wochenblatts für Westfalen und Lippe. Es knüpfte an die alte, 1844 gegründete Landwirtschaftliche Zeitung für Westfalen und Lippe an, die bis 1933 in Münster als Organ der Landwirtschaftskammer für die Provinz Westfalen im Kommissionsverlag „Der Westfale“ erschienen war und dann zwangsweise durch den Reichsnährstand entzogen und in die NS-Zeitschrift Westfälischer Bauernstand eingegliedert worden ist.
Um die Landwirtschaft zu fördern und so die dramatische Ernährungslage zu verbessern, erteilte die Britische Militärregierung im Frühjahr 1946 den drei Landwirten Franz Luster-Haggeney, Hermann Sültemeier und Ludwig Weddige die Lizenz (License to print Nr. 37 vom 15. April 1946) zum Erscheinen der Fachzeitschrift. Die drei Herausgeber gründeten dann den Landwirtschaftsverlag (LV).
Der LV arbeitete anfangs in den Räumen einer stillgelegten Brennerei in Steinhagen. 1948 bezog der Verlag eine ehemalige Villa in Hiltrup, damals eine eigenständige Gemeinde südlich von Münster. Im selben Jahr erschien im Verlag das erste Buch mit dem Titel „Die westfälisch-lippische Landwirtschaft in der Nachkriegszeit“. 1949 veröffentlichte der Verlag den ersten „Westfälischen Bauernkalender“, der bis 1974 erschien.
Im Jahr 1951 erschien erstmals das „Taschenbuch des Pflanzenarztes“, das – jährlich aktualisiert – bis in die 1990er Jahre erschien. Auch regierungsamtliche Schriften wie die Gutachten des Wissenschaftlichen Beirats beim Bundesministerium für Ernährung, Landwirtschaft und Forsten oder das „Statistische Jahrbuch Ernährung Landwirtschaft und Forsten“ wurden verlegt.
Das Wochenblatt hatte eine Auflage von rund 65.500 Exemplaren. Im Buchverlag erschienen zudem Schriften des halbamtlichen „Land- und Hauswirtschaftlichen Auswertungs- und Informationsdienstes“. Auch ein damals weit verbreitetes Nachschlagewerk über „Forschungsstätten der Land-, Forst und Ernährungswirtschaft in der Bundesrepublik Deutschland“ erschien in mehreren Auflagen.
1972 startete die bundesweite Fachzeitschrift „top agrar“, 1976 kam „Reiter und Pferde in Westfalen“ dazu; ein Jahr später die „Deutsche Schwarzbunte“. Außerdem wurden die Schriften des „Kuratorium für Technik und Bauwesen in der Landwirtschaft“ (KTBL) ins Verlagsprogramm aufgenommen. Allein das „KTBL-Taschenbuch“ mit Daten aus Landwirtschaft und Baupraxis erreichte bis Anfang der 1980er Jahre eine Auflage von mehr als 100.000 Exemplaren.
Der LV übernahm 1980 die in Bonn ansässige „Landschriftenverlag GmbH“. Gemeinsam mit der Deutschen Landwirtschaftsgesellschaft (DLG) wurde 1989 die Max-Eyth-Verlagsgesellschaft mbH in Frankfurt gegründet, in der die „DLG-Mitteilungen“ erscheinen. Außerdem gehört der „Rheinisch-Westfälischer Jäger“ seit 1987 zum Verlagsprogramm. Im November 1989 folgte die erste Ausgabe des Landtechnik-Magazins „profi“.
Nach der deutschen Vereinigung beteiligte sich der LV 1991 am Deutschen Bauernverlag in Berlin (heute: dbv network), der in den ostdeutschen Bundesländern die „Bauernzeitung“ herausgab. Der LV baute zudem den Polnischen Landwirtschaftsverlag „Polskie Wydawnictwo Rolnicze“ in Posen auf, der 1994 mit „top agrar polska“ startete. 1996 folgte „top agrar Österreich“. In Deutschland übernahm der LV die Zeitschrift „SUS – Schweinezucht und Schweinemast“ (1992) und das „Fleischrinder Journal“ (1994). 1997 kam „Hof Direkt“, ein Magazin für Direktvermarkter auf den Markt und der LV beteiligte sich am Agrar Verlag Allgäu (1996), in dem das „Allgäuer Bauernblatt“ erschien.

### Ab 2000
Im Jahr 2000 ging der Internet-Adress- und Produkt-Finder „agripool.de“ und die Gebrauchtmaschinenbörse „traktorpool“ an den Start. Rund 10 Jahre später kamen „rimondo“, eine interaktive Plattform für Reitsport und Pferdezucht, als zweite große Plattform hinzu. Zudem wurde das klassische Zeitschriftengeschäft ausgebaut: 2003 gründete der LV mit „Elite“ ein Spezialmagazin für Milcherzeuger. Seit dem Jahr 2005 wird das Magazin „Landlust“ verlegt, dessen Auflage im Jahr 2010 700.000 Exemplare betrug und zwei Jahre später bereits eine Million Hefte pro Ausgabe. Auch deshalb gehört der LV mittlerweile zu den 100 größten Medienunternehmen in Deutschland.
Die Plattformen traktorpool und rimondo wurden 2014 in die „LV digital GmbH“ ausgegliedert und um „baupool“ und die Urlaubsbörse „landreise“ erweitert. Die Magazine „einfach hausgemacht“ (2013) und „Stark“ (2016) gingen an den Start, ebenso wie das Netzwerk „f3 - farm.food.future“ (2018), das Startups aus Agrar- und Ernährungswirtschaft mit Geldgebern und anderen Interessierten zusammenbringt. 2015 erwarb der LV den „Lebensmittel Praxis-Verlag“ mit seinen Töchtern in Wien und Warschau. Dort sind auch die „BUNTEKUH Medien“ (die Corporate Publishing-Aktivitäten des LV) angedockt. Zusammen mit dem Verlag Gruner + Jahr (Hamburg) gründete der LV 2016 die Deutsche Medien-Manufaktur (DMM), in der nun u. a. das Magazin „Landlust“ erscheint. Mit der Übernahme der niederländischen AgriDirect BV und deren deutsche Tochter AgriDirect Deutschland GmbH (2020) stellte sich der LV bei Direktmarketing und Marktforschung breiter auf.

## Unternehmensstruktur

### Gesellschafter
Der Landwirtschaftsverlag hat drei Gesellschafter, die jeweils ein Drittel des Stammkapitals halten.
- Der Westfälisch-Lippische Landwirtschaftsverband vertritt seit 1947 die Interessen von rund 40.000 Bauern, Bäuerinnen und deren Familien in Westfalen-Lippe. In 19 Kreisverbänden und rund 520 Ortsverbänden betreut er seine Mitglieder im agrar-, wirtschafts- und gesellschaftspolitischen Bereich, in der Rechts-, Steuer- und Sozialpolitik sowie auf dem Gebiet der Bildungs- und Kulturpolitik.

- Im Raiffeisenverband Westfalen-Lippe sind seit 2014 über 60 Waren- und Viehgenossenschaften organisiert, die zusammen über drei Milliarden Euro Umsatz jährlich erwirtschaften. Die Hauptumsatzträger sind die Erzeugung und der Handel von Futtermitteln, der Handel von Agrarerzeugnissen sowie von Saatgut, Dünge- und Pflanzenschutzmittel sowie Nutz- und Schlachtvieh.

- Die Stiftung Westfälische Landschaft wurde 1987 gegründet und ist aus der WL Bank AG (Westfälische Landschaft Bodenkreditbank) hervorgegangen. Zweck der Stiftung ist laut Satzung „dem Wohl und der Leistungsfähigkeit des ländlichen Raumes zu dienen und dabei die der Allgemeinheit zugutekommenden allgemeinen Belange der Land- und Forstwirtschaft zu fördern“.

### Aufsichtsrat
Jeder der drei Gesellschafter stellt ein Aufsichtsratsmitglied:
- Friedrich Steinmann, Aufsichtsratsvorsitzender (Mitglied des Kuratoriums der Stiftung Westfälische Landschaft)
- Friedrich Becker (Aufsichtsratsvorsitzender, Raiffeisenverband Westfalen-Lippe)
- Hubertus Beringmeier (Präsident, Westfälischer-Lippischer Landwirtschaftsverband)

### Geschäftsführung
Die Geschäftsführung besteht aus zwei Geschäftsführern: Dr. Ludger Schulze Pals, Malte Schwerdtfeger.

### Tochterunternehmen, Gemeinschaftsunternehmen, Beteiligungen
- LV digital GmbH, Hülsebrockstr. 2–8, 48165 Münster  Weitere Beteiligungen:  - pixel-kraft GmbH, Rahlandsweg 11, 27432 Bremervörde  – TRASER Software GmbH, Christianspries 4, 24159 Kiel

- LPV GmbH, Hülsebrockstraße 2–8, 48165 Münster - Weitere Beteiligungen: Regal Verlagsgesellschaft m.b.H., Florido Tower, Floridsdorfer Hauptstraße 1, 1210 Wien, Österreich, Wydawnictwo Gospodarcze Sp. Z.o.o. ul. Rolna 195, 02–729 Warszawa, Polen

- Polskie Wydawnictwo Rolnicze (PWR) – Polnischer Landwirtschaftsverlag, ul. Metalowa 5, 60–118 Poznán, Polen

- AgriDirect BV, Markt 6, NL-6088 BP Roggel, Sitz in Deutschland: AgriDirect Deutschland GmbH, Textilstrasse 2, 41751 Viersen
- Deutsche Medien-Manufaktur GmbH & Co. KG, Hülsebrockstr. 2–8, 48165 Münster
- dbv network GmbH (u. a. Bauernzeitung), Wilhelmsaue 37, 10713 Berlin - Weitere Beteiligungen: HK-Verlag, eLeDia, Hektar Nektar und EGE
- Max Eyth-Verlagsgesellschaft mbH, Eschborner Landstraße 122, 60489 Frankfurt/Main
- AMI Agrarmarkt Informations-Gesellschaft GmbH, Dreizehnmorgenweg 10, 53175 Bonn
- AGRA-EUROPE Presse- und Informationsdienst GmbH, Kessenicher Straße 22, 53129 Bonn
- AVA-Agrar Verlag Allgäu GmbH, Porschestr. 2, 87437 Kempten
- proPlant Agrar- und Umweltinformatik GmbH, Nevinghoff 40, 48147 Münster

### Stiftung Landwirtschaftsverlag
Die Stiftung Landwirtschaftsverlag wurde im Dezember 2012 von den Eigentümern der Landwirtschaftsverlag GmbH begründet.
Dabei wurden sie von der Überzeugung geleitet, dass es immer dringender einer regelmäßigen und umfassenden Kommunikation bedarf, um die vielfältigen Leistungen der Landwirtschaft der Öffentlichkeit zu vermitteln.
Dazu zählt unter anderem die finanzielle Unterstützung konkreter Initiativen, die Förderung wissenschaftlicher Arbeiten und die Anerkennung und Herausstellung besonderer Leistungen.

## Medien und Dienstleistungen

### Landwirtschaft
Im Themenbereich Landwirtschaft erscheinen: Wochenblatt für Landwirtschaft und Landleben, Hof direkt, Elite, SuS, Top agrar, top agrar Österreich, Profi, DLG Mitteilungen, milchkuh, Agrar- und Umweltrecht, Agrarfax, Fleischrinder Journal, waldnews.de (nur online)

### Landleben
Im Themenbereich Landleben erscheinen: Landlust, Landlust Zuhaus, Einfach Hausgemacht, Living at Home, essen & trinken, essen & trinken Für jeden Tag Low Carb, Flow, Im Garten, Reiter Revue International, Reiter und Pferde, Rheinisch-Westfälischer Jäger, LV-Buch, MATSCH! Magazin.

### Lebensmittel
Im Themenbereich Lebensmittel erscheinen: Lebensmittel Praxis, LP economy, Convenience Shop, Regal, Regalplatz, ko:operativ, qualitas

### Digitale Dienstleistungen
Im Themenbereich digitale Dienstleistungen erscheinen: traktorpool, baupool, rimondo, Karrero, LandReise.de, Landverliebt.de, topfarmplan, Bullship, traktortalk

## Auszeichnungen
- Fachmedium des Jahres 2021, Preis der Deutschen Fachpresse: qualitas, LPV GmbH, Bestes Corporate-Media-Produkt
- Fachmedium des Jahres 2019, Preis der Deutschen Fachpresse: topfarmplan, LV Digital GmbH, Beste Workflow-Lösung
- Fachmedium des Jahres 2017, Preis der Deutschen Fachpresse: top agrar, Landwirtschaftsverlag GmbH, Bester Social-Media-Einsatz
- Fachmedium des Jahres 2016, Preis der Deutschen Fachpresse: Lebensmittel Praxis, LPV GmbH, Beste Fachzeitschrift über 2,5 Mio. € Umsatz
- Fachmedium des Jahres 2016, Preis der Deutschen Fachpresse: profi, Landwirtschaftsverlag GmbH, Bester Social-Media-Einsatz
- Fachmedien des Jahres 2014, Preis der Deutschen Fachpresse: profi, Landwirtschaftsverlag GmbH, Bestes e-paper
- Fachmedium des Jahres 2013, Preis der Deutschen Fachpresse: top agrar, Landwirtschaftsverlag GmbH, Kategorie Landwirtschaft/Ernährung
- Fachmedium des Jahres 2011, Preis der Deutschen Fachpresse: DLG-Mitteilungen, Max-Eyth-Verlagsgesellschaft GmbH, Kategorie Landwirtschaft/Ernährung
- Fachmedium des Jahres 2008, Preis der Deutschen Fachpresse: profi, Landwirtschaftsverlag GmbH, Kategorie Handwerk/Agrar
- Fachmedium des Jahres 2007, Preis der Deutschen Fachpresse: top agrar, Landwirtschaftsverlag GmbH, Kategorie Handwerk/Agrar